# Together Again
Together Again (niekiedy również nazywany Country & Western Meets Rhythm & Blues) – album amerykańskiego muzyka Raya Charlesa, wydany w 1965 roku. Cztery piosenki z płyty nagrane zostały wraz z legendą muzyki country, Buckiem Owensem. Na Together Again znalazły się również, po raz pierwszy od długiego czasu, nowe kompozycje Charlesa („Please Forgive and Forget” oraz „Light Out of Darkness”). Poza I’m All Yours Baby, Together Again był ostatnim istotnym albumem muzyka wydanym przez wytwórnię ABC.

## Lista utworów
| 1.  | "Together Again" (Buck Owens)                              | 2:41  |
|     |                                                            |       |
| 2.  | "I Like to Hear It Sometime" (Joe Edwards)                 | 2:55  |
|     |                                                            |       |
| 3.  | "I've Got a Tiger by the Tail" (Buck Owens, Harlan Howard) | 2:12  |
|     |                                                            |       |
| 4.  | "Please Forgive and Forget" (Ray Charles)                  | 3:48  |
|     |                                                            |       |
| 5.  | "I Don't Care" (Buck Owens)                                | 2:17  |
|     |                                                            |       |
| 6.  | "Next Door to the Blues" (Leroy Kirkland, Pearl Woods)     | 2:56  |
|     |                                                            |       |
| 7.  | "Blue Moon of Kentucky" (Bill Monroe)                      | 2:10  |
|     |                                                            |       |
| 8.  | "Light out of Darkness" (Ray Charles, Rick Ward)           | 3:28  |
|     |                                                            |       |
| 9.  | "Maybe It's Nothing at All" (Joe Edwards)                  | 3:12  |
|     |                                                            |       |
| 10. | "All Night Long" (Curtis R. Lewis)                         | 3:06  |
|     |                                                            |       |
| 11. | "Don't Let Her Know" (Bonnie Owens, Buck Owens, Don Rich)  | 2:54  |
|     |                                                            |       |
| 12. | "Watch It Baby" (Percy Mayfield)                           | 2:48  |
|     |                                                            |       |
|     |                                                            | 34:27 |
|     |                                                            |       |